# 卡氏光舌鮭
卡氏光舌鮭，為輻鰭魚綱水珍魚目小口兔鮭科的其中一種，為深海魚類，分布於東北太平洋白令海海域，棲息深度200-945公尺，體長可達17.5公分，棲息在中層水域，生活習性不明。